# バーチャルボーイ
バーチャルボーイ（VIRTUAL BOY）は、1995年7月21日に任天堂から発売された。横井軍平が発案。3Dの今までに無い全く新しいゲーム体験を楽しむことができるバーチャル・リアリティマシン。略称「VB」。その外見から「赤い眼鏡」とも呼称された。希望小売価格15,000円。

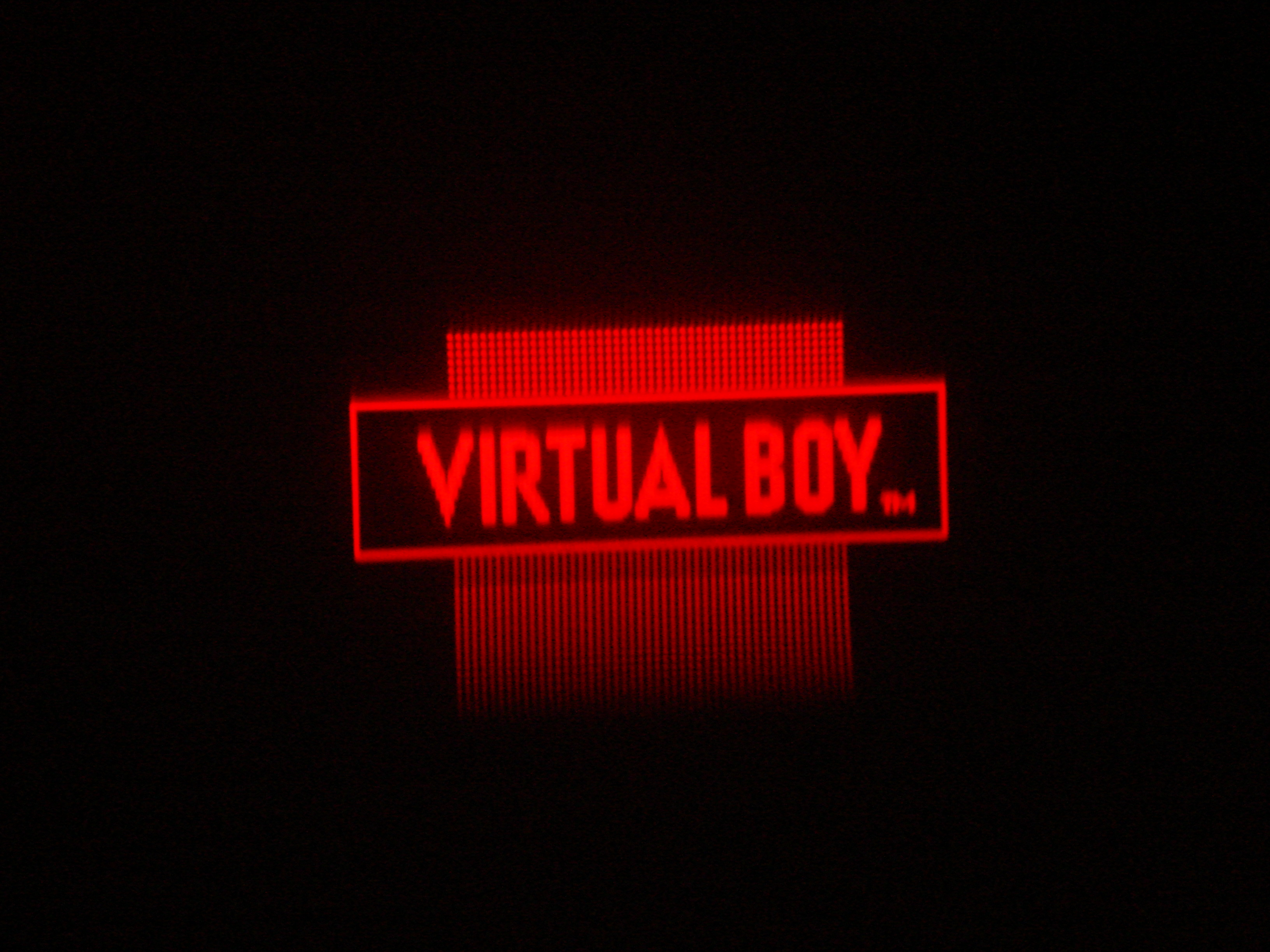
バーチャルボーイを覗き込んだ時に見えるロゴ

遊び方はスタンドに据え付けられたゴーグル型のディスプレイを覗き込むようにして行う。視差の概念を採り入れ、左右の画面に異なる映像を表示させることで立体画面を実現する。テレビに接続せず電池で駆動するが、視界を覆う専用ディスプレイが必要となるため、室内のデスクトップでのプレイが主となる。

## 沿革
1994年
- 4月14日 - 任天堂がバーチャル・リアリティをテーマにした新型ゲーム機を開発中であることを発表。
- 11月14日 - 1995年4月に発売することを発表、価格は19,800円、初年度300万台、ソフトは1,400万個出荷予定。

1995年
- 3月24日 -「ゲームエキスポ95」にて、同年7月21日に発売延期することおよび価格を15,000円に変更することを発表、ソフト開発の都合のため、出荷予定台数に変更なし。
- 7月21日 - 発売。

1996年
- 7月 - 北米では2次出荷に際して定価を99ドルにすることが発表されたが実現しなかった。キラーソフトにドラゴンホッパーとバウンド・ハイ！が予定されていた。

## ハードウェア
1992年、任天堂にリフレクションテクノロジー社からLEDを使用したバーチャルディスプレイ技術の「プライベート・アイ」の売り込みがあり、当時、山内溥からバーチャル・リアリティをテーマにした商品開発を提案されていた横井軍平の下で、リフレクションテクノロジー社との共同開発が始まった。この技術は元々、航空機の整備士などが大きく扱いにくい整備マニュアルをヘッドアップディスプレイのように専用ゴーグルに投影して作業を効率化するために利用されていた。
十字キーを2つ搭載する。アナログスティックなどを除けば方向キーを2つ搭載した家庭用ゲーム機は他に無い。
バーチャルボーイ内部には、画像の縦解像度と同じ224個の赤色LEDを並べた1本のバーが配置され、対になった鏡が2枚装備されている。LED素子を一列に並べた「LEDアレー」と呼ばれる装置をタイミングを調節して点滅させながら左右に動かし、残像で映像を結んでいる。
LEDバーは点滅を繰り返し、高速で振動する鏡が左右の真横から発する光と同期して光を反射することによって、点の光が線に見えるようになる。この残像効果を応用して画像を映し出している。この投影システムが、右目用と左目用に個別に用意され、左右の目の視差を利用した位置に配置されることによって、立体的な映像を作り出している。
CPUはPC-FXと同じNECのV810を採用している。カスタムチップのV810は20MHzで動作し、浮動小数点演算処理ユニットも搭載している。サウンドは波形メモリ音源を5chとノイズ1ｃｈを搭載しステレオ出力。波形を32バイトPCMで変更でき、これを利用して短い声をPCMで発音できた。画面の解像度は384×224であり、ファミリーコンピュータなど当時の家庭用ゲーム機と比較すると解像度はやや高く、アーケードゲーム基板のカプコンのCPシステムと同じ解像度である。色数は赤色LEDによる単色で、赤～黒の4階調と少ないが、画面の明るさを32段階で調整できる。
なお、バーチャルボーイの名称はコピーライターの糸井重里が名付けたという噂が広まっていたが、『ほぼ日刊イトイ新聞』のコラム「今日のダーリン」2007年7月10日付にて糸井自身が「『ゲームボーイ』と『バーチャルボーイ』のネーミングは、ぼくじゃありません」と否定している。

### 基本仕様
- CPU：カスタムV810（20MHz）
- RAM：1MB
- SRAM：512KB
- 画面：4階調モノクロ、384×224ドット、画面の明るさを32段階で調整可能。拡大縮小回転モードあり。
- サウンド：16ビットステレオ　波形メモリ音源5ch（5チャンネル目はスイープおよび変調可能）+ノイズ1ch[8]
- コントローラー：ボタン6個（Aボタン、Bボタン、STARTボタン、SELECTボタン、Lボタン、Rボタン）、十字キー2個、電源スイッチ、電池ボックス付属
- 通信ポート：国内版では「PLAYLINK」、海外版では「EXT.」（拡張ポート）と書かれている。これを使用する周辺機器は公式では存在しないが、海外では非公式の通信ケーブルと対応ゲームが有志により後に制作された。ゲームボーイのそれよりも一回り大きい。
- 電源：単3電池6本使用。別売りのアダプタを利用すればファミリーコンピュータ・スーパーファミコン共用のACアダプタ（HVC-002）が利用可能。

## 周辺機器

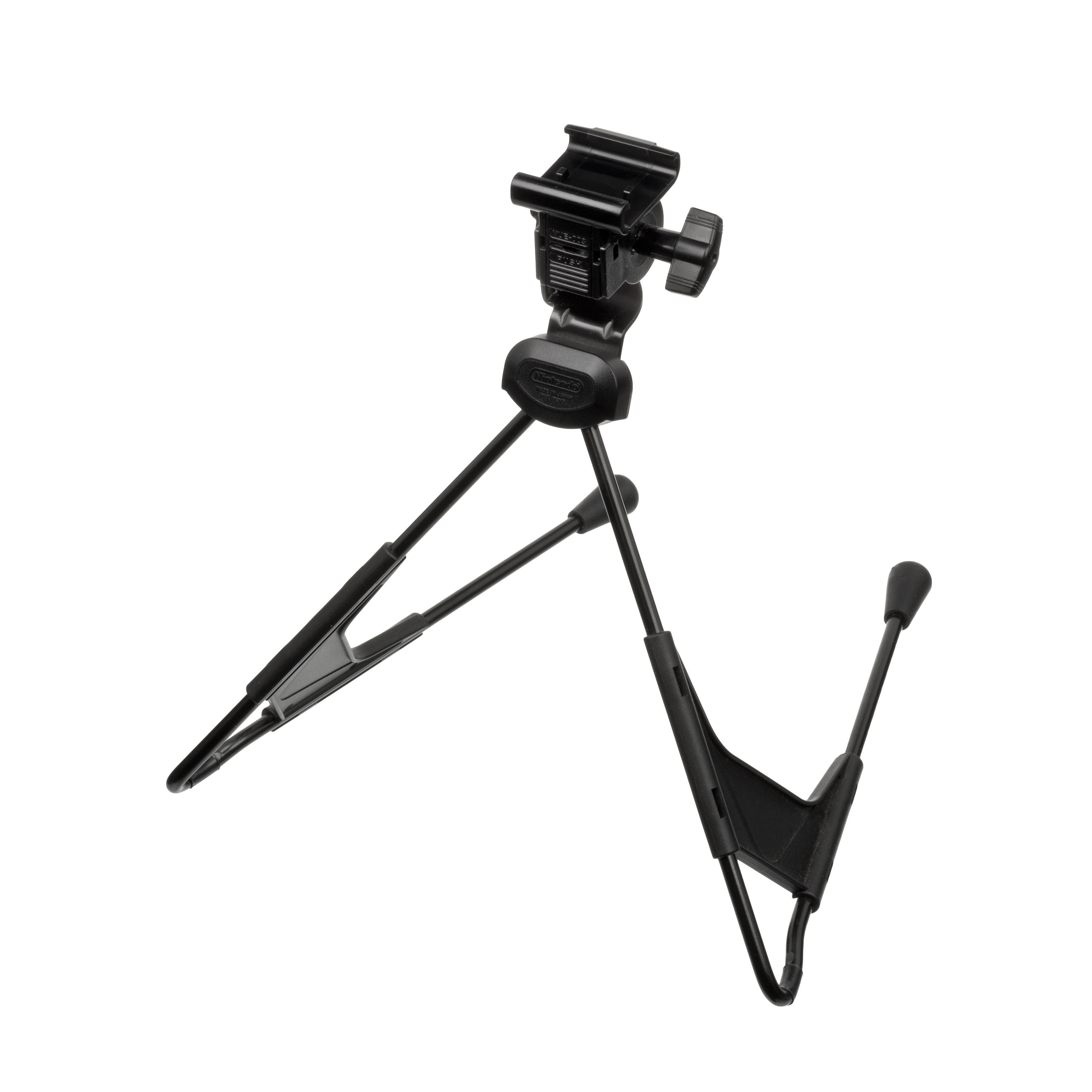
スタンド（VUE-003）
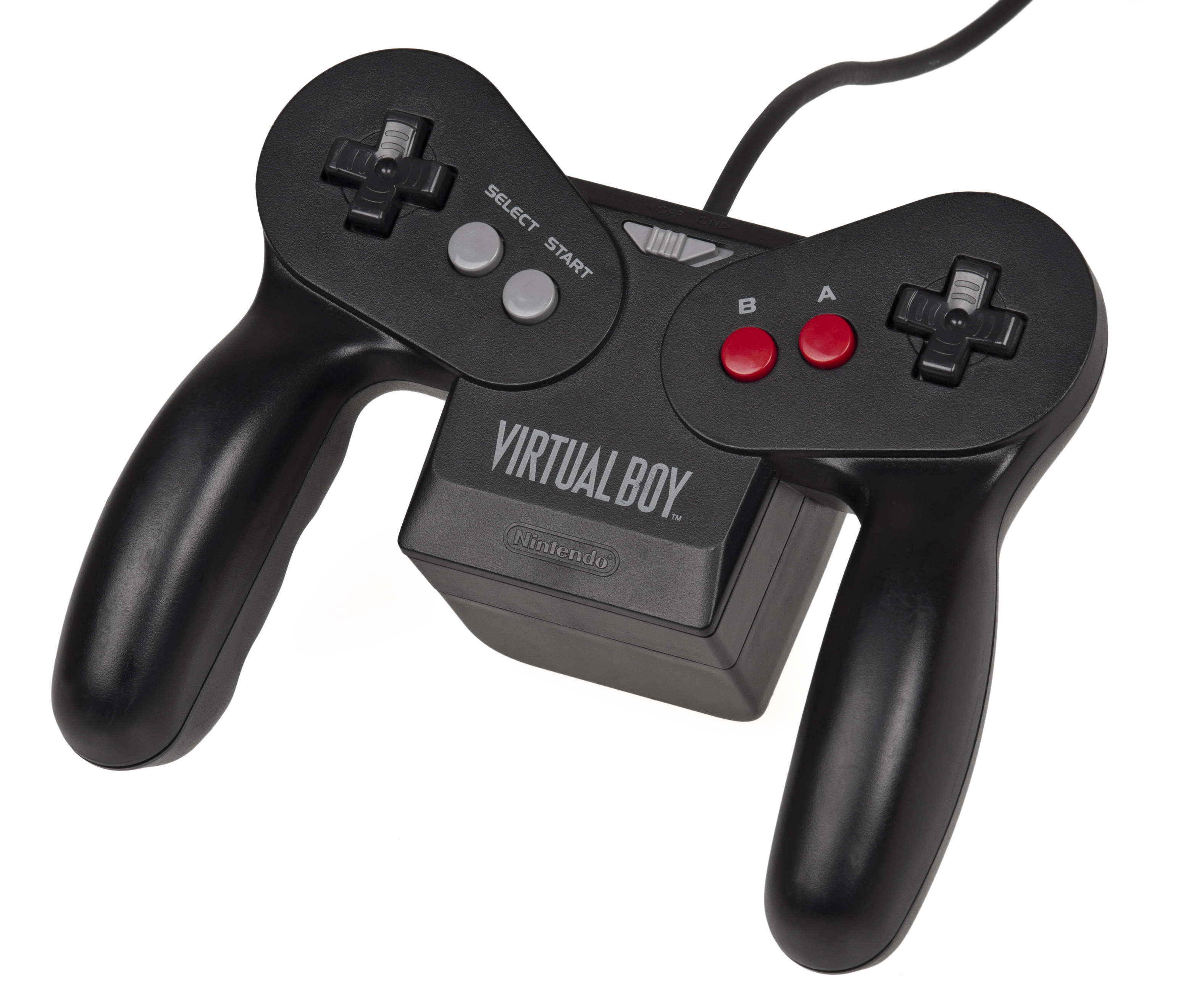
コントローラ（VUE-005）
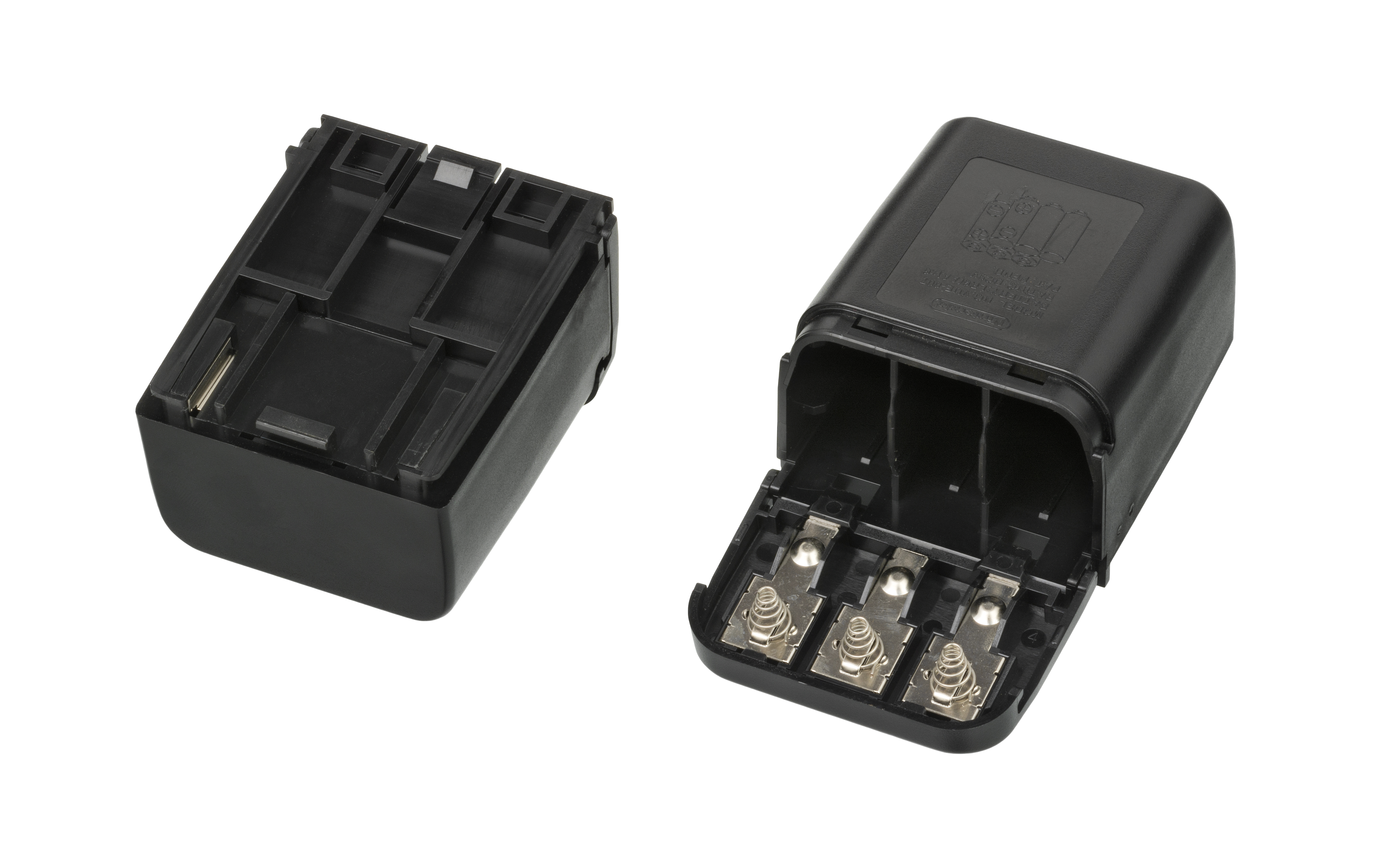
電池ボックス（VUE-007）
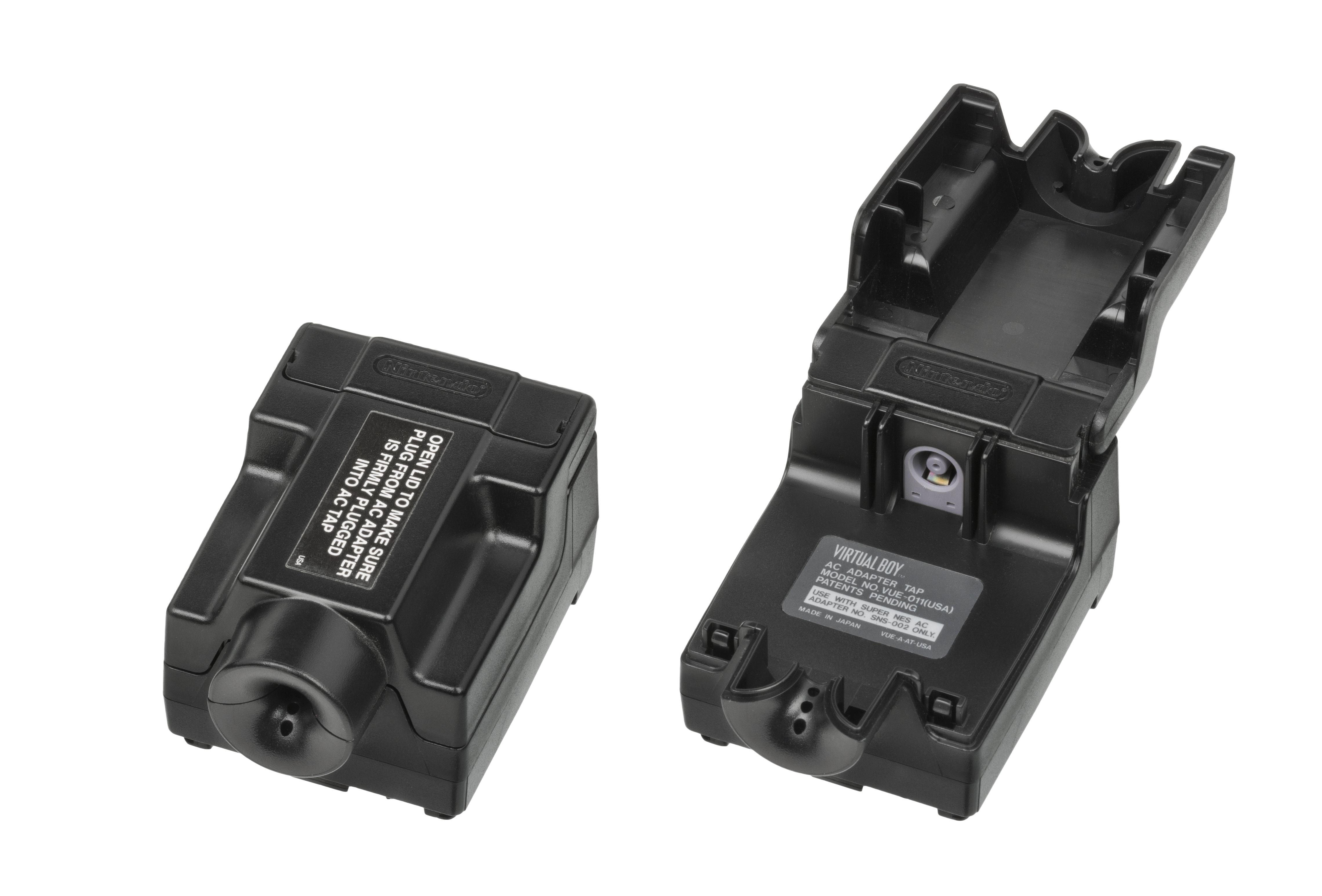
ACアダプタタップ（VUE-011）

型番などに見られるVUEは、Virtual Utopia Experienceの略で、バーチャルボーイのコードネームでもある。
| 型番    | 名称                   | 備考 |
| ------- | ---------------------- | --- |
| VUE-001 | バーチャルボーイ       | 本体 |
| VUE-003 | スタンド               | 本体を設置するためのスタンド。経年劣化により飾りパーツが割れてしまう問題があり、海外では交換用パーツが作られている。                                        |
| VUE-005 | コントローラ           | 専用コントローラ |
| VUE-006 | カートリッジ           | 専用ロムカセット |
| VUE-007 | 電池ボックス           | コントローラの背面に接続して電力供給するボックス |
| VUE-010 | アイシェード           | 入射光をカットして視認性を向上させる |
| VUE-011 | ACアダプタタップ       | ファミリーコンピュータ、スーパーファミコン、バーチャルボーイ共通ACアダプタ（HVC-002）をバーチャルボーイで使用することが可能で電池ボックスとの排他利用である |
| VUE-012 | アイシェードホルダー   | アイシェードを固定するパーツ |
| VUE-014 | ステレオヘッドホン     | 本体と同色の赤いステレオヘッドフォン |
| 不明    | アジャスタブルスタンド | VUE-003の改良版で未発売 |
| 不明    | 通信ケーブル           | 海外版本体のマニュアルに、Virtual Boy GameLink Cableの名称で別売品としてパーツリストに掲載されていたが、発売はされていない                                  |

## ソフトウェア
全19タイトル。
- 1995年7月21日 - マリオズテニス（任天堂） / 4メガビット（512KB）
- 7月21日 - ギャラクティックピンボール（英語版）（任天堂） / 8メガビット（1MB）
- 7月21日 - テレロボクサー（任天堂） / 8メガビット（1MB）
- 7月21日 - レッドアラーム（英語版）（T&E SOFT） / 8メガビット（1MB）
- 7月21日 - とびだせ!ぱにボン（ハドソン） / 4メガビット（512KB）
- 8月11日 - T&E ヴァーチャルゴルフ（英語版）（T&E SOFT） / 16メガビット（2MB）
- 8月11日 - バーチャルプロ野球'95（コトブキシステム） / 8メガビット（1MB）
- 8月12日 - バーティカルフォース（英語版）（ハドソン） / 8メガビット（1MB）
- 8月25日 - V・テトリス（英語版）（BPS） / 4メガビット（512KB）
- 9月28日 - マリオクラッシュ（任天堂） / 8メガビット（1MB）
- 9月28日 - スペーススカッシュ（英語版）（ココナッツジャパンエンターテイメント） / 16メガビット（2MB）
- 9月29日 - ジャック・ブラザースの迷路でヒーホー!（アトラス） / 8メガビット（1MB）
- 10月6日 - バーチャルフィッシング（英語版）（パック・イン・ビデオ） / 8メガビット（1MB）
- 10月13日 - インスマウスの館（英語版）（アイマックス） / 8メガビット（1MB）
- 12月1日 - バーチャルボーイワリオランド アワゾンの秘宝（任天堂） / 16メガビット（2MB）
- 12月1日 - スペースインベーダー バーチャルコレクション（英語版）（タイトー） / 4メガビット（512KB）
- 12月8日 - バーチャルLAB（英語版）（J・ウイング） / 8メガビット（1MB）
- 12月22日 - バーチャルボウリング（英語版）（アテナ） / 8メガビット（1MB）
- 12月22日 - SDガンダム DIMENSION WAR（英語版）（バンダイ） / 8メガビット（1MB）

### 発売されなかったソフト
- 『湾岸戦線レッドシティ』（販売:アスミック　開発:エイム）
- 『ドラえもん のび太のドキドキ!おばけランド』（エポック社）
- 『バーチャルプロ野球'96』（ケムコ）
- 『サンディズポイント（仮題）』（ココナッツジャパンエンターテインメント）
- 『インターセプト』（ココナッツジャパンエンターテインメント）
- 『スターシード』（ココナッツジャパンエンターテインメント）
- 『プロテウスゾーン』（ココナッツジャパンエンターテインメント）
- 『アウト・オブ・ザ・デスマウント』（J・ウイング）
- 『Jリーグ 3Dスタジアム』（J・ウイング）
- 『シグナル・ラット』（J・ウイング）
- 『妖獣学園』（J・ウイング）
- 『ポリゴブロック』（T&Eソフト） - 北米では『3D Tetris』の題で1996年に発売
- 『バウンド・ハイ!』（日本システムサプライ） - 2010年に北米で任天堂非ライセンス品として若干数生産された（Bound High!）
- 『新日本プロレスリング 激闘伝説』（トミー）
- 『ヴァーチャルドッジボール』（販売:ヘクト　開発:ジョルダン）
- 『G-ZERO/ゼロレーサーズ』（任天堂）
- 『ドラゴンホッパー』（任天堂・インテリジェントシステムズ）
- 『ナイトランディング』（パウ）
- 『バーチャルダブル役満』（バップ）
- 『バーチャルボンバーマン』（ハドソン）
- 『原人SHOW～とびだせ!VB原人～』（ハドソン）
- 『無敵鉄鋼ガガガイン』（販売:ハドソン　開発:エイティング）
- 『スーパーロボット大空戦』（バンプレスト）
- 『ニコちゃんバトル』（BPS）
- 『バーチャルガンマン』（販売:ビクターエンタテインメント　開発:ロコモティブ）
- 『空とぶヘンリー』（ヒューマン）
- 『バーチャルブロック』（ボトムアップ）
- 『バーチャルジョッキー』（ライトスタッフ）
- 『ギャラクシアン3』（ナムコ・ロコモティブ）

## 評価
PlayStationやセガサターンなど同世代ゲーム機らが市場の話題をさらう中で発売されて国内では14万台、全世界累計でも77万台と販売台数を伸ばせなかった。
しかし山内はバーチャルボーイに関して、「TVゲームとは異なる娯楽を求める傾向に応えるもの」と述べている。
また本機を発案した横井はCPUやリアルさなどの最先端を求めた競争から脱却して、ゲームの本質に戻ったものを求めたため、同時期に開発されていたPlayStationやセガサターンと比較してロースペックとなっている。
さらに、宮本茂はバーチャルボーイについて以下のように語っている。
- ゲーム機というより、「おもしろいおもちゃ」という位置づけで新しい娯楽にアンテナを張ってる人、ある程度は自由にお金を使って良い人等に売れたら良いとイメージをしていた。
- 「おもしろいおもちゃ」として考えたら5万台でも売れたら大成功だと思う。
- しかし世の中にはゲームボーイの後継機という扱いを受けて、更に任天堂はファミリーコンピュータ的なものとして売り出したため、世間や商業面ではゲームのプラットフォームと言う扱いをされた。

このように、任天堂関係者は本機をそもそもPlayStationやセガサターンなどのゲーム機と同じ土俵で争うものと捉えてはいなかった。
また糸井は本機のゴーグルで覗き込んで遊ぶ様子が格好良くなく、同社の他機種と比べて非日常的で違和感があったと指摘した。
視力に対する悪影響が懸念されていたことを受け、アメリカの科学者と研究を行ったところ、懸念とは対照的に、視力に好影響を与えるという結果が出たという。

### 販売終了後の動向
本機で展開された横井のゲームの本質を追求する思想は、これを受け継いだ岩田聡や宮本によって後にニンテンドーDSやWiiが生み出された。
また商業的に成功しなかった3Dゲーム機だったが、その後も任天堂は3Dに関する研究を続け、据置型ゲーム機では2001年に発売されたニンテンドー ゲームキューブに3Dディスプレイ対応の回路を組み込み、携帯型ゲーム機では2011年2月26日発売のニンテンドー3DSで裸眼での3D映像に対応した。さらにバーチャルボーイのようなゴーグル型VRゲームとして、2019年4月12日に「Nintendo Labo Toy-Con 04: VR Kit」を発売した。